# Nova Trento
Nova Trento là một đô thị thuộc bang Santa Catarina, Brasil. Đô thị này có diện tích 402,118 km², dân số năm 2007 là 11325 người, mật độ 25,8 người/km².